# Troszczykowo
Troszczykowo (dawniej niem. Troscziksberg, Trotzigsberg) – osada w Polsce położona w województwie warmińsko-mazurskim, w powiecie mrągowskim, w gminie Mrągowo. W latach 1975–1998 miejscowość administracyjnie należała do województwa olsztyńskiego.
Osada mazurska, położona ok. 4 km od Mrągowa. W pobliżu osady znajduje się jezioro Dobrynek.

## Historia
Wybudowanie (kolonia) powstałe po 1800 roku w obrębie gruntów Mrągowa, założone przez niejakiego Troszczyka, mieszczanina (rajcy) z Mrągowa. Majątek stanowił wydzieloną w latach 1811-1815 posiadłość z lasu miejskiego, wcześniej dzierżawiona. W 1817 r. Troszczykowo zostało wpisane do rejestru z nazwą pochodzącą od jego nazwiska. W 1838 r. był to majątek ziemski (folwark) z jednym domem i 18 mieszkańcami. W 1849 r. w osadzie mieszkały 23 osoby. W okresie międzywojennym właścicielem folwarku był niejaki Jeleń. W 1928 r. majątek zamieszkiwały 34 osoby. Po 1945 r. był tu PGR. W 1973 r. Troszczykowo należało do sołectwa Czerwonka.